# SoftBank X01SC
SoftBank X01SC（ソフトバンクX01SC）は、韓国のサムスン電子が開発しソフトバンクモバイルが販売するW-CDMA及びGSM通信方式に対応するスマートフォン。2009年（平成21年）12月18日に発売された。

## 概要
SC-01B（NTTドコモ）の兄弟機種であり、OMNIA Pro GT-B7320のソフトバンクモバイル向け端末でもある。SC-01Bとは違い、Windows Mobile 6.5 Standard OSを採用しているため、タッチパネルには対応していない。また2015年に404SCが発売されるまで、ソフトバンクモバイルで唯一発売されたサムスン電子製スマートフォンであった。

## 対応サービス・機能
- 国内最軽量QWERTYキーボード搭載機種
- Windows Mobile 6.5 Standard 日本語版搭載
- Windows Marketplace for Mobile対応
- My Phoneサービス対応
- Flash対応Internet Explorer Mobile搭載
- 2.4インチQVGA液晶
- 320万画素カメラ

| 主な対応サービス   | 主な対応サービス                | 主な対応サービス     | 主な対応サービス |
| ------------------ | ------------------------------- | -------------------- | ---------------- |
| S!ともだち状況     | S!速報ニュース                  | S!情報チャンネル     |                  |
| PCサイトダイレクト | 電子コミック                    | S!アプリ             |                  |
| 着うたフル／着うた | デコレメール                    | S!電話帳バックアップ |                  |
| S!FeliCa           | GPS                             | Bluetooth            |                  |
| PCメール           | TVコール                        | 世界対応ケータイ     |                  |
| ワンセグ           | 3G ハイスピード 下り最大7.2Mbps | ハイスペック動画     |                  |